# Casas Blancas (La Rioja)
Casas Blancas es una localidad perteneciente a los municipios de Cidamón y de San Torcuato en La Rioja (España). Es el mayor centro urbano y económico del municipio de Cidamón, ya que en ella vive y trabaja la mayor parte de su población, aunque parte de esta pertenece al municipio vecino. 
Casas Blancas es un pueblo de propiedad privada fundado en 1941, por don Pedro Careaga y Basabe (Guecho, Vizcaya, 2 de agosto de 1896-Casas Blancas, 6 de septiembre de 1986), II conde de Cadagua, cómo finca de explotación agropecuaria para la que construyó una serie de viviendas, consultorio médico, iglesia, escuela y frontón para que lo habitasen sus trabajadores. 
Anteriormente a la fundación de Casas Blancas, ya existía un pequeño núcleo agropecuario cercano, conocido como Santa Gertrudis. Este núcleo se sitúa en el kilómetro 8 de la LR-207, en término de San Torcuato. Esta población cuenta con varias viviendas y granjas, y es donde se sitúa la ermita de dicha santa. Este núcleo fue fundado por los Condes de Hervías que durante siglos fueron los propietarios de esta finca, antes de su venta a don Pedro.
Actualmente está sufriendo un importante deterioro, debido a que las propietarias de esta finca no apuestan prácticamente por la continuidad a largo plazo de su empresa por su escaso rendimiento.
La localidad se encuentra prácticamente partida a la mitad, situándose la plaza mayor y la iglesia, en San Torcuato y gran parte de las viviendas y las granjas en Cidamón. También en San Torcuato se sitúan la ermita de Santa Gertrudis y la torre fuerte que está aneja a ella, perteneciente también a esta finca, siendo estas últimas las construcciones más antiguas de la localidad.
En Casas Blancas se sitúan los servicios del municipio de Cidamón, como el consultorio médico. En la localidad se sitúan las empresas avícolas, de fabricación de piensos y agrícolas que emplean a la mayor parte de la población del municipio.

## Demografía
Casas Blancas contaba a 1 de enero de 2011 con una población de 22 habitantes, 14 hombres y 8 mujeres.
| Gráfica de evolución demográfica de Casas Blancas entre 2001 y 2019                              |
|                                                                                                  |
| Población de derecho (2000-2019) según los censos de población del INE a 1 de enero de cada año. |

## Patrimonio
- Ermita de Santa Gertrudis: Se sitúa al sur de la localidad, en el kilómetro 8 de la LR-207, en término de San Torcuato, y da nombre al caserío que la rodea. Su planta tiene forma ovalada, y está formada por una torre fuerte también circular por la que se accede y la sala oval que la sucede. Fue construida por los Condes de Hervías dueños anteriores de estas tierras.
- Iglesia de la Virgen del Carmen: Es la iglesia parroquial de Casas Blancas. Construida en 1960 es de estilo de los pueblo de colonización, realizados por el Instituto Nacional de Colonización. Se advocó a la virgen del Carmen en honor a la mujer de don Pedro Careaga, fundador del pueblo, doña Carmen Salazar y Chávarri.